# Colline nude
Colline nude (The Naked Hills) è un film del 1956 diretto da Josef Shaftel.
È un western statunitense con David Wayne, Keenan Wynn e James Barton.

## Produzione
Il film fu diretto, sceneggiato e prodotto da Josef Shaftel, su un soggetto di Helen S. Bilkie, per La Salle Productions e girato nel ranch di Corriganville a Simi Valley, California, nell'Iverson Ranch a Chatsworth e nei Republic Studios, in California, dal 30 settembre a fine ottobre 1955. Il titolo di lavorazione fu The Four Seasons. Il brano della colonna sonora The Four Seasons, cantato da James Barton, fu composto da Bob Russell (parole) e Herschel Burke Gilbert (musica).

## Distribuzione
Il film fu distribuito con il titolo The Naked Hills negli Stati Uniti dal 17 giugno 1956 al cinema dalla Allied Artists Pictures.
Altre distribuzioni:
- in Finlandia il 19 aprile 1957 (Alastomat vuoret)
- in Spagna (Las colinas desnudas)
- in Italia (Colline nude)